# رودريك روجرز
رودريك روجرز (بالإنجليزية: Roderick Rogers)‏ هو لاعب كرة قدم أمريكية أمريكي، ولد في 7 سبتمبر 1984.

## وصلات خارجية
- رودريك روجرز على موقع مرجع كرة القدم المحترفة.كوم (الإنجليزية)